# 浄土寺 (東京都港区)
浄土寺（じょうどじ）は、東京都港区にある浄土宗の寺院。

## 歴史
文亀年間（1501年 - 1504年）、明蓮社教誉によって開山された。元々は、現在の東京都千代田区平河町に位置していたが、その後江戸府内を転々とし、1665年（寛文5年）に現在地に移転した。
かつては境内に「観音堂」があり、胎内仏入りの観音菩薩像があった。胎内仏も観音像で、東福門院手作りの像という。1825年（文政8年）の火災で焼失し、現存しない。
以前は「常照院」「雲洞院」という塔頭を擁していたが、現在は廃絶している。

## 墓所
以下の人物が葬られていたが、1907年（明治40年）に東京府荏原郡平塚村戸越（現・東京都品川区荏原）に墓地を移転したため、現在はそちらに移葬されている。
- 柳亭種彦（戯作者）
- 唐衣橘洲（狂歌師）

## 文化財
- 銅造地蔵菩薩坐像（港区指定文化財 平成5年9月28日指定）[2]
- 柳亭種彦墓（品川区指定史跡 昭和55年3月11日指定）[3]

## 交通アクセス
- 赤坂駅より徒歩3分。